# Жарко Петровић (одбојкаш)
Жарко Петровић (Нови Сад, 27. октобар 1964 — Нови Сад, 2. април 2007) био је српски одбојкаш и југословенски репрезентативац.

## Биографија
Рођен је 27. октобра 1964. године у Новом Саду. Одбојку је почео да тренира у ОК Маглић из Маглића. Са непуних 18 година прешао је у новосадску Војводину и у њој стекао славу и репрезентативни статус. У јесен 1989. године преселио се у италијанску екипу Олио Вентури из Сполета где је са великим успехом играо до 1994. године. Наредне сезоне прешао је у солунски Арис, али се, због приватних разлога, Петровић поново вратио у Италију и бранио боје екипе Маћерата. Затим је наступао у Јапану, две сезоне у Војводини, а каријеру је завршио у словеначком Марибору.
Жарко Петровић је 253 пута облачио дрес репрезентације Југославије. Са репрезентацијом је освојио бронзану медаљу на Олимпијским играма у Атланти 1996., европску бронзу у Атини 1995, златне медаље на Универзијади у Загребу 1987. и на Светском купу у Јапану 1996. и сребро на Медитеранским играма у Атини. Са Војводином је четири пута био шампион државе и два пута победник националног купа, а био је у екипи Војводине када је 1983. године освојила треће место у Купу европских купова.
У избору „Дневника“ Жарко Петровић је 1987. године проглашен за најбољег спортисту АП Војводине, добитник је бројних спортских и других признања, међу којима и „Спартакове“ награде и „Статуе великана“ ОК Војводине.
Жарко Петровић је преминуо 2. априла 2007. после краће болести. Сахрањен је у Алеји великана новосадског Новог гробља.